# Jumelles, mais pas trop

Jumelles, mais pas trop (Hilfe, meine Schwester kommt !) est un téléfilm allemand, réalisé par Dirk Regel, et diffusé en 2008.

## Fiche technique
- Titre original : Hilfe, meine Schwester kommt !
- Réalisation : Dirk Regel
- Scénario : Martin Douven
- Photographie : Martin Farkas
- Musique : Gert Wilden
- Durée : 90 min

## Distribution
- Jule Ronstedt : Luisa Wagner / Jenny
- Michael Fitz : Michael Wagner
- Charles Brauer : Friedrich Mayerhofer
- Andrea L'Arronge : Konstanze Eckstein
- Dieter Landuris : Gernot
- Markus Krojer : Jakob Wagner
- Markus Knüfken : Felix von Bondy
- Berit Menze : Janine
- Nicolas Schinseck : Eric Peters
- Ramona Krönke : Trudi